# 郑裕彤东亚图书馆
郑裕彤东亚图书馆是多伦多大学的一个图书馆，它位于同属多伦多大学的罗伯兹图书馆八楼。这个图书馆是北美最重要的东亚研究方面的文献收藏之一，其中收藏有超过66万卷相关文献。同时它也对公众开放。

## 历史
图书馆最初的收藏起始于1930年代来自中国的一批珍贵文献，现称之为“慕氏藏书”。后来，以中文、日文、韩文、藏文、蒙古文等各类语言记叙的文献被陆续加入图书馆的收藏。现今，图书馆每年举办十数个相关活动，在和多伦多大学的各个学术机构及外界组织的合作中促进加拿大的东亚研究。